# Chamberlain (South Dakota)
Chamberlain is een plaats (city) in de Amerikaanse staat South Dakota, en valt bestuurlijk gezien onder Brule County.

## Demografie
Bij de volkstelling in 2000 werd het aantal inwoners vastgesteld op 2338.
In 2006 is het aantal inwoners door het United States Census Bureau geschat op 2252, een daling van 86 (-3,7%).

## Geografie
Volgens het United States Census Bureau beslaat de plaats een oppervlakte van
16,9 km², waarvan 16,8 km² land en 0,1 km² water. Chamberlain ligt op ongeveer 428 m boven zeeniveau.

## Plaatsen in de nabije omgeving
De onderstaande figuur toont nabijgelegen plaatsen in een straal van 32 km rond Chamberlain.